# Lotus glaber
Lotus glaber är en ärtväxtart som beskrevs av Philip Miller. Lotus glaber ingår i släktet käringtänder, och familjen ärtväxter. Inga underarter finns listade i Catalogue of Life.

## Bildgalleri

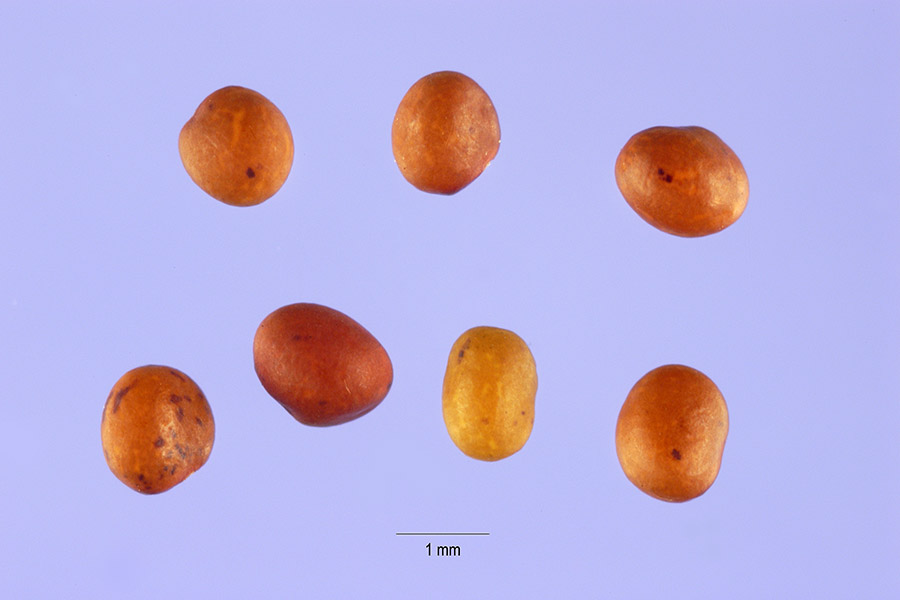